# Дуке, Леонардо
Леонардо Фабио Дуке (исп. Leonardo Fabio Duque , род. 10 апреля 1980 в Кали, Колумбия) — колумбийский трековый и профессиональный шоссейный велогонщик.

## Победы на треке
| 2001 - Велотрековый кубок мира UCI, Кали, командная гонка преследования — 2-е место 2002 - Чемпионат Колумбии - Чемпион в гонке по очкам - Чемпион в мэдисоне - Чемпион в скрэтче - Панамериканские игры - мэдисон — 2-е место - гонка по очкам — 3-е место |

## Победы на шоссе
| 2003 - Вуэльта Гватемалы — этапы 6 и 11 2004 - Гран-при Перанши - Вуэльта Колумбии — этап 3 2005 - Дрёйвенкурс Оверейсе - Тур Эна — этап 2 2006 - Тур Лимузена — генеральная классификация 2007 - Вуэльта Испании — этап 16 | 2008 - Тур Средиземноморья — этап 4 2010 - Гран-при Шоле — Луары 2013 - Тур Эна — этап 1 - Гран-при Бруно Бегелли 2014 - Джиро дель Трентино — спринтерская классификация 2016 - Тур озера Тайху — генеральная классификация - этап 7 |

## Статистика выступлений наГранд Турах
| Гранд Тур | 2008 | 2008 | 2008 | 2009 | 2010 | 2011 | 2012 | 2013 | 2014 | 2015 | 2016 |
| --------- | ---- | ---- | ---- | ---- | ---- | ---- | ---- | ---- | ---- | ---- | ---- |
| Джиро     | 47   | 47   | -    | -    | 63   | -    | -    | 79   | 78   | -    | -    |
| Тур       | -    | -    | 53   | 94   | -    | 121  | -    | -    | -    | -    | -    |
| Вуэльта   | 80   | 53   | 67   | 32   | -    | -    | 80   | -    | -    | 60   | -    |